# رام‌اشتاین-میزنباخ
شهر رام‌اشتاین-میزنباخ (به آلمانی: Ramstein-Miesenbach) در ایالت راینلند-فالتز در کشور آلمان واقع شده‌است.